# Eupachytoma maculicollis
Eupachytoma maculicollis là một loài bọ cánh cứng trong họ Chrysomelidae. Loài này được Karsch miêu tả khoa học năm 1881.